# Diran
Diran je hora v Pákistánu v pohoří Karákóram. Hora ve tvaru pyramidy je vysoká 7 266 metrů a leží na východ od vrcholu Rakapoši (7 788 m).
Diran je nebezpečná hora, jelikož na jejích stěnách plných sněhu jsou časté laviny, které vedly k desítkám úmrtí.

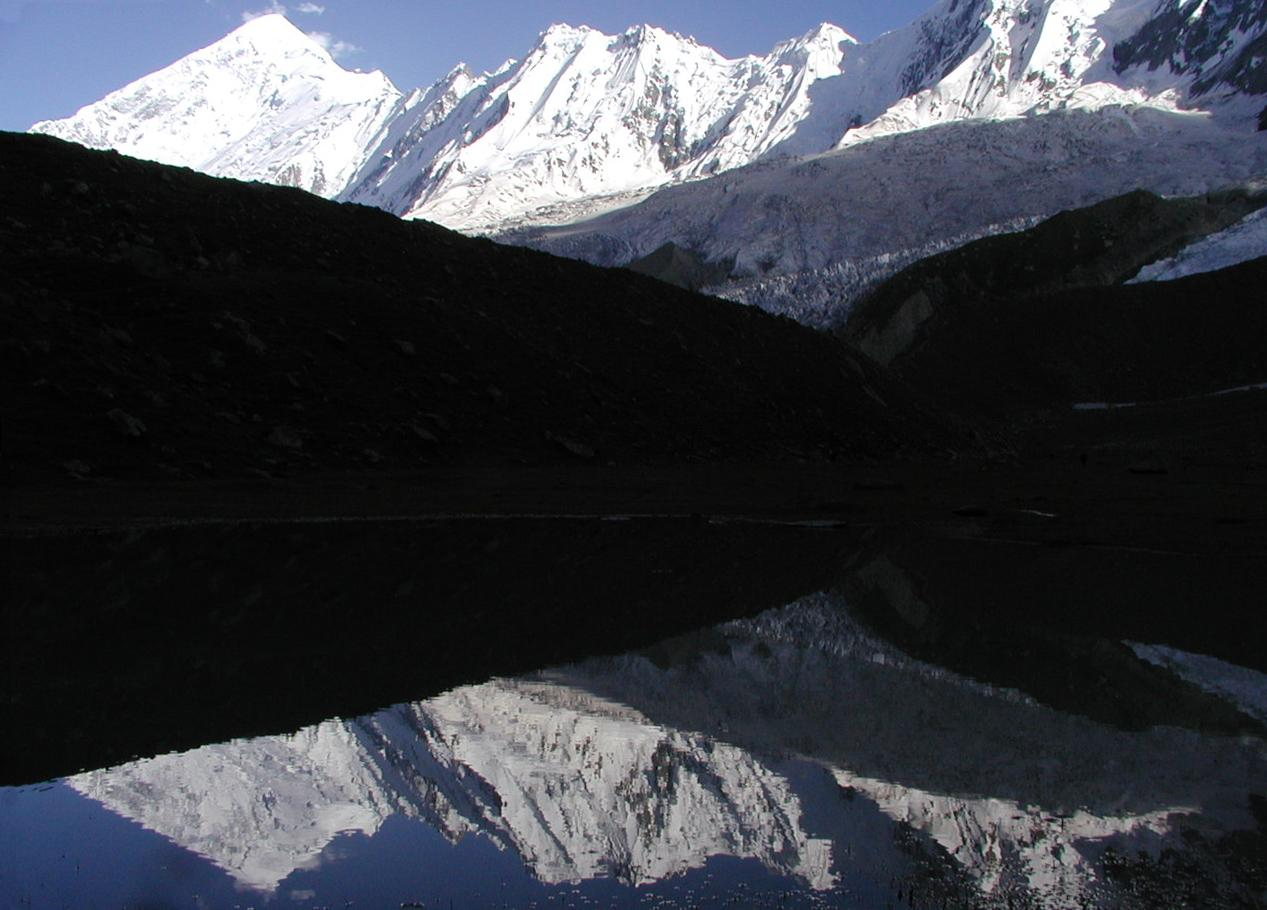
Vrchol Diran vlevo a Rakapoši vpravo (špička není viditelná).

## Prvovýstup
Na vrchol Diranu poprvé vylezli v roce 1968 tři rakouští horolezci Rainer Goeschl, Rudolph Pischinger a Hanns Schell. Dřívější pokusy německé expedice v roce 1959 a rakouská expedice v roce 1964 byly neúspěšné.